# San Luis de Quillota
Il San Luis de Quillota è una società calcistica cilena, con sede a Quillota. Milita nella Campeonato Nacional de Primera B del Fútbol Profesional Chileno.

## Storia
Fondato nel 1919, non ha mai vinto trofei nazionali.

## Rosa 2018-2019
| N. |                      | Ruolo | Calciatore         |
| -- | -------------------- | ----- | ------------------ |
| 1  | Argentina (bandiera) | P     | Juan Manuel García |
| 2  | Cile (bandiera)      | D     | Douglas Estay      |
| 3  | Cile (bandiera)      | D     | Jeriberth Carrasco |
| 5  | Cile (bandiera)      | C     | Rodrigo Riquelme   |
| 6  | Cile (bandiera)      | C     | Antonio Estrada    |
| 7  | Cile (bandiera)      | A     | Felipe Escobar     |
| 8  | Cile (bandiera)      | C     | Joaquín Montecinos |
| 9  | Cile (bandiera)      | A     | Diego Alvarado     |
| 10 | Paraguay (bandiera)  | A     | Osmar Leguizamón   |
| 11 | Cile (bandiera)      | A     | Gerson Martínez    |
| 12 | Cile (bandiera)      | P     | Alan Chaparro      |
| 14 | Cile (bandiera)      | D     | Daniel Vicencio    |
| 15 | Cile (bandiera)      | D     | Javier Guzmán      |
| 16 | Cile (bandiera)      | D     | Brayams Viveros    |
| 17 | Cile (bandiera)      | C     | Gonzalo Sepúlveda  |

| N. |                      | Ruolo | Calciatore        |
| -- | -------------------- | ----- | ----------------- |
| 18 | Argentina (bandiera) | A     | Gonzalo Abán      |
| 19 | Cile (bandiera)      | D     | Abel Herrera      |
| 20 | Cile (bandiera)      | D     | Víctor Morales    |
| 21 | Cile (bandiera)      | C     | Boris Sagredo     |
| 22 | Cile (bandiera)      | P     | David Reyes       |
| 23 | Cile (bandiera)      | C     | Gonzalo Rivas     |
| 24 | Cile (bandiera)      | C     | Felipe Saavedra   |
| 25 | Cile (bandiera)      | D     | Iván Montenegro   |
| 27 | Cile (bandiera)      | D     | Rodrigo González  |
| 28 | Cile (bandiera)      | C     | Johan Fuentes     |
| 29 | Argentina (bandiera) | A     | Alejandro Fiorina |
| 30 | Cile (bandiera)      | C     | Diego Bravo       |
| 31 | Cile (bandiera)      | C     | Álvaro Cesped     |
| 32 | Cile (bandiera)      | C     | Luis La Paz       |
| 33 | Cile (bandiera)      | A     | Dino Latorre      |

## Palmarès

### Competizioni nazionali
- Primera B: 4

1955, 1958, 1980, 2014-2015

### Altri piazzamenti
- Copa Chile:

Semifinalista: 1958
- Primera B:

Secondo posto: 1968, 1983
Terzo posto: 2009